# Un cœur plein et les poches vides
Un cœur plein et les poches vides (...e la donna creò l'uomo) est un film germano-italien réalisé par Camillo Mastrocinque et sorti en 1964.

## Synopsis
Rik, un jeune homme allemand désargenté, se trouve mêlé à une série d'imbroglios à Rome.

## Fiche technique
- Titre italien : ...e la donna creò l'uomo
- Titre allemand : Volles Herz und leere Taschen[1]
- Titre anglais : Full Hearts and Empty Pockets
- Réalisation : Camillo Mastrocinque
- Scénario : Franz Antel, Edoardo Anton, Kurt Nachmann d'après une histoire de Otto Roskowitz
- Lieu de tournage :  Geiselgasteig, Bavière
- Photographie : Riccardo Pallottini
- Musique : Ennio Morricone
- Montage : Adolf Schlyssleder
- Durée : 90 minutes
- Date de sortie :
  - Allemagne de l'Ouest : 27 février 1964

## Distribution
- Thomas Fritsch : Rik
- Alexandra Stewart : Laura
- Gino Cervi : Botta
- Senta Berger : Jane
- Linda Christian : Minelli
- Claudio Gora
- Helga Lehner : Sabine
- Massimo Serato : Chefredakteur
- Margareth Rose Keil : Giulia
- Stelvio Rosi